# 2010 Чебишов
2010 Че́бишов (2010 Chebyshev) — астероїд головного поясу, відкритий 13 жовтня 1969 року.
Тіссеранів параметр щодо Юпітера — 3,196.